# Wyścig (film 2008)
Wyścig (oryg. Race) – bollywoodzki thriller, którego premiera miała miejsce w 2008 roku. Film został wyreżyserowany przez duet braci Abbas-Mustan, autorów Aitraaz, Chori Chori Chupke Chupke, Baazigar, Baadshah, czy Humraaz. W rolach głównych Saif Ali Khan, Akshaye Khanna, Anil Kapoor. Film nakręcono w Dubaju i częściowo w Afryce Południowej, w tym w Kapsztadzie. Tematem filmu jest dramatyczna relacja braci. Kiedy przyzwyczajamy się do bohaterów, nagle okazuje się, że są zupełnie innymi osobami, niż myśleliśmy. Zaskakują też siebie wzajemnie. Film opowiada o niszczącym więzi pragnieniu pieniędzy, a także o wyrównaniu krzywd z dzieciństwa, o wyścigach, w których zawsze ktoś musi przegrać.

## Fabuła
Afryka Południowa. Indus Ranvir Singh (Saif Ali Khan) jest właścicielem sławnej stajni koni wyścigowych. Hodowla koni i wyścigi są jego pasją. Żyje ryzykownie. W swojej zabawie w wyścigi aut ociera się o śmierć. Potrafi zabić kogoś, kto go zdradził. Zdecydowany, silny, zuchwały. Ma tylko dwie słabości. Miłość do brata Rajiva (Akshaye Khanna) i zauroczenie piękną modelką Sonią (Bipasha Basu). I właśnie między tymi dwiema osobami musi wybierać.
Jego młodszy brat Ranjiv ma w życiu tylko jedną pasję – odurzenie alkoholem. Codziennie rano służący przynosi mu do łóżka szklankę piwa. Ranvira boli to, co jego brat robi ze swoim życiem. Mimo miłości do Soni rezygnuje z niej, gdy urzeczony nią Rajiv przysięga, że dla Soni gotów jest przestać pić. Ranvir błogosławi młodszego brata poślubiającego kobietę, z którą sam chciał dzielić życie. Wkrótce jednak okazuje się, że Ranjiv nie umie zerwać z alkoholem. Rozżalona Sonia szuka pomocy u Ranvira.

## Obsada
- Akshaye Khanna – Rajiv Singh
- Saif Ali Khan – Ranvir Singh
- Bipasha Basu – Sonia
- Anil Kapoor – Robert D'costa
- Matt Dworzanczyk – oficer
- Katrina Kaif – Sophia
- Sameera Reddy – Mini

## Muzyka i piosenki
Muzykę do filmu skomponował Pritam Chakraborty, autor muzyki do Jab We Met, Życie w... metropolii, Woh Lamhe, Hattrick (film), Just Married, Bas Ek Pal, Pyaar Ke Side Effects, Dhoom, Naksha, Dhoom 2, Apna Sapna Money Money, Garam Masala, Chocolate, czy Bhagam Bhag.
- Race Saanson Ki
- Pehli Nazar Mein
- Dekho Nashe Mein (Latin Fiesta Mix)
- Mujh Pe To Jadoo
- Zara Zara Touch Me (Asian Rnb Mix)
- Race Is On My Mind
- Dekho Nashe Mein
- Zara Zara Touch Me